# José Gildeixon de Paiva
José Gildeixon de Paiva, detto Gil (Santo Antônio, 3 settembre 1987 – La Unión, 28 novembre 2016), è stato un calciatore brasiliano, di ruolo centrocampista.

## Carriera
Ha giocato in Série A con Vitória, Coritiba e Chapecoense.
È deceduto, insieme a gran parte della squadra, altri passeggeri e componenti dell'equipaggio, in seguito ad un incidente aereo avvenuto il 28 novembre in Colombia, mentre si stava recando con la squadra a Medellín per disputare la finale della Coppa Sudamericana.

## Palmarès

### Club

#### Competizioni statali
- Campionato Baiano: 1

Vitória: 2009
- Campionato Paranaense: 3

Coritiba: 2011, 2012, 2013

#### Competizioni internazionali
- Coppa Sudamericana: 1

Chapecoense: 2016 (postumo)